# Kangassaari (ö i Södra Savolax, Nyslott, lat 61,83, long 28,19)
Kangassaari är en ö i Finland. Den ligger i sjön Kyrsyänjärvi och i kommunen Sulkava i den ekonomiska regionen  Nyslotts ekonomiska region  och landskapet Södra Savolax, i den södra delen av landet, 250 km nordost om huvudstaden Helsingfors. Öns area är 27,6 hektar och dess största längd är 1,1 kilometer i sydöst-nordvästlig riktning.